# Patrick van Rensburg
Pour les articles homonymes, voir Rensburg.
Patrick van Rensburg, né le 3 décembre 1931 à Durban (Afrique du Sud) et mort le 23 mai 2017 à Serowe (Botswana), est un diplomate sud-africano-botswanais, également connu comme activiste anti-apartheid.
Il fonde le Mouvement de Brigades au Botswana et la Fondation pour l'Éducation et la Production qui est active en Afrique du Sud, Botswana et Zimbabwe.

## Biographie
Ses parents se sont séparés quand il était jeune et il a été élevé par sa grand-mère sud-africaine et son mari français. La famille parlait anglais à la maison et était catholique : ce qui est une différence notable dans l'Afrique du Sud traditionnelle. Il a suivi les cours du St. Henry's Marist Brothers' College et de l'école Glenwood. Il a trois enfants Mothusi van Rensburg, Thomas van Rensburg et Joanna Forbes. 
Van Rensburg fut le vice-consul sud-africain au Congo belge (maintenant la République démocratique du Congo) de février 1956 à mai 1957, quand il a démissionné en signe de protestation contre la politique de l'apartheid. Il a rejoint le Parti libéral (Afrique du Sud), en devenant le secrétaire pour la province du Transvaal en septembre 1958. 
En 1959, il a émigré au Royaume-Uni, où il a presque immédiatement commencé à aider dans l'organisation de la campagne de boycott des marchandises sud-africaines dans le Royaume-Uni et les Pays-Bas. D'autres l'ont suivi tels Julius Nyerere, Trevor Huddleston, Canon John Collins et Tennyson Makiwane. Ce mouvement de boycottage est bientôt devenu le Mouvement Anti-Apartheid britannique. Van Rensburg a été diffamé par les Sud-Africains pour sa participation dans la campagne et quand il est revenu en Afrique du Sud en 1960, son passeport lui a été confisqué et, après les meurtres de Sharpeville, il a été forcé de fuir au Swaziland.
Après une brève période en Grande-Bretagne, où il a écrit et a publié Guilty Land, Patrick van Rensburg a choisi de résider au Botswana, dont il est devenu citoyen en 1973.
Dans le milieu des années 1980, Patrick van Rensburg a relancé le journal Mmegi ; ce fut une réussite, il est aujourd'hui un quotidien national. Depuis 1990, il est revenu en Afrique du Sud, où il a été actif dans la propagation du concept Éducation et Production.

## Reconnaissance
Patrick van Rensburg est récipiendaire du prix Nobel alternatif en 1981, « pour le développement de modèles éducatifs dans le tiers-monde.  ».

## Œuvres
- (en) Patrick van Rensburg, Guilty Land., Uppsala, Penguin, 1962 (ASIN B0000CL9AT)
- (en) Patrick van Rensburg, Report from Swaneng Hill., Londres, Dag Hammarskjold Foundation, 1974 (ISBN 91-85214-01-9)
- (en) Patrick van Rensburg, The Serowe brigades: Alternative education in Botswana., Macmillan for the Bernard van Leer Foundation, 1978 (ISBN 0-333-23594-0)
- (en) Patrick van Rensburg et Andrew Boyd, Atlas of African Affairs., Londres, Methuen, 1962 (ISBN 0-416-64770-7)

#### Sites en français
- (fr) William Engdahl, « Les États-Unis imposent à l’Irak leurs semences génétiquement modifiées », in : Revue Horizons et Débats N°29, sur horizons-et-debats.ch, 2001 (consulté le 14 février 2010)

#### Sites étrangers
- (en) Patrick van Rensburg sur le site Right Livelihood Award
- (en) historical-Patrick sur oocities.com